# Contea di Minqin
La contea di Minqin (民勤县S, Mínqín XiànP) è una contea della Cina, situata nella provincia del Gansu.
Nella letteratura più antica, l'attuale Minqin è indicata come Zhenfan (Cinese: 镇番; Wade–Giles: Chen-fan). Secondo Pyotr Kozlov, il nome mongolo della città era Sogo Khoto. Geograficamente, la contea di Minqin occupa una delle appendici di Gansu, confinando a nord, est e sud-est con la Lega di Alashan della Mongolia Interna.

## Storia
Storicamente, l'insediamento agricolo cinese nell'area fu reso possibile dal fiume Shiyang, che scorre dalle montagne Qilian. Tuttavia, la sussistenza dei contadini cinesi qui era spesso precaria; negli anni '20 era considerata una zona di carestia quasi regolare. Un gran numero di persone di Zhenfan, soprannominate "Topi delle buche di sabbia", lavoravano come "tiratori di cammelli" con carovane possedute dai Mongoli dell'adiacente Alashan, oppure si trasferivano — temporaneamente o permanentemente — nello Xinjiang. Ad esempio, nel 1926, la principale popolazione della piccola oasi di Santanghu (ora, ufficialmente, Santanghu (三塘湖乡) nell'attuale Contea Autonoma Kazaka di Barkol nello Xinjiang) era composta da migranti di Minqin (Zhenfan) e dai loro discendenti.
Verso la fine del XX secolo, la situazione ambientale nell'area di Minqin si deteriorò, poiché quantità minori di acqua del fiume Shiyang raggiungevano l'area, a causa dell'aumento dell'irrigazione a monte. I livelli delle acque sotterranee scesero e la desertificazione divenne una seria minaccia. Minqin è ora identificata come una delle principali fonti di tempeste di sabbia in Cina.